# 4973 Showa
4973 Showa је астероид са пречником од приближно 24,84 .
Афел астероида је на удаљености од 3,690 астрономских јединица (АЈ) од Сунца, а перихел на 3,165 АЈ.
Ексцентрицитет орбите износи 0,076, инклинација (нагиб) орбите у односу на раван еклиптике 18,896 степени, а орбитални период износи 2318,487 дана (6,347 година).
Апсолутна магнитуда астероида је 11,30 а геометријски албедо 0,086.
Астероид је откривен 18. марта 1990. године.